# Ischyrocerus brevicornis
Ischyrocerus brevicornis is een vlokreeftensoort uit de familie van de Ischyroceridae. De wetenschappelijke naam van de soort is voor het eerst geldig gepubliceerd in 1879 door Sars G.O..